# Joseph Xing Wenzhi

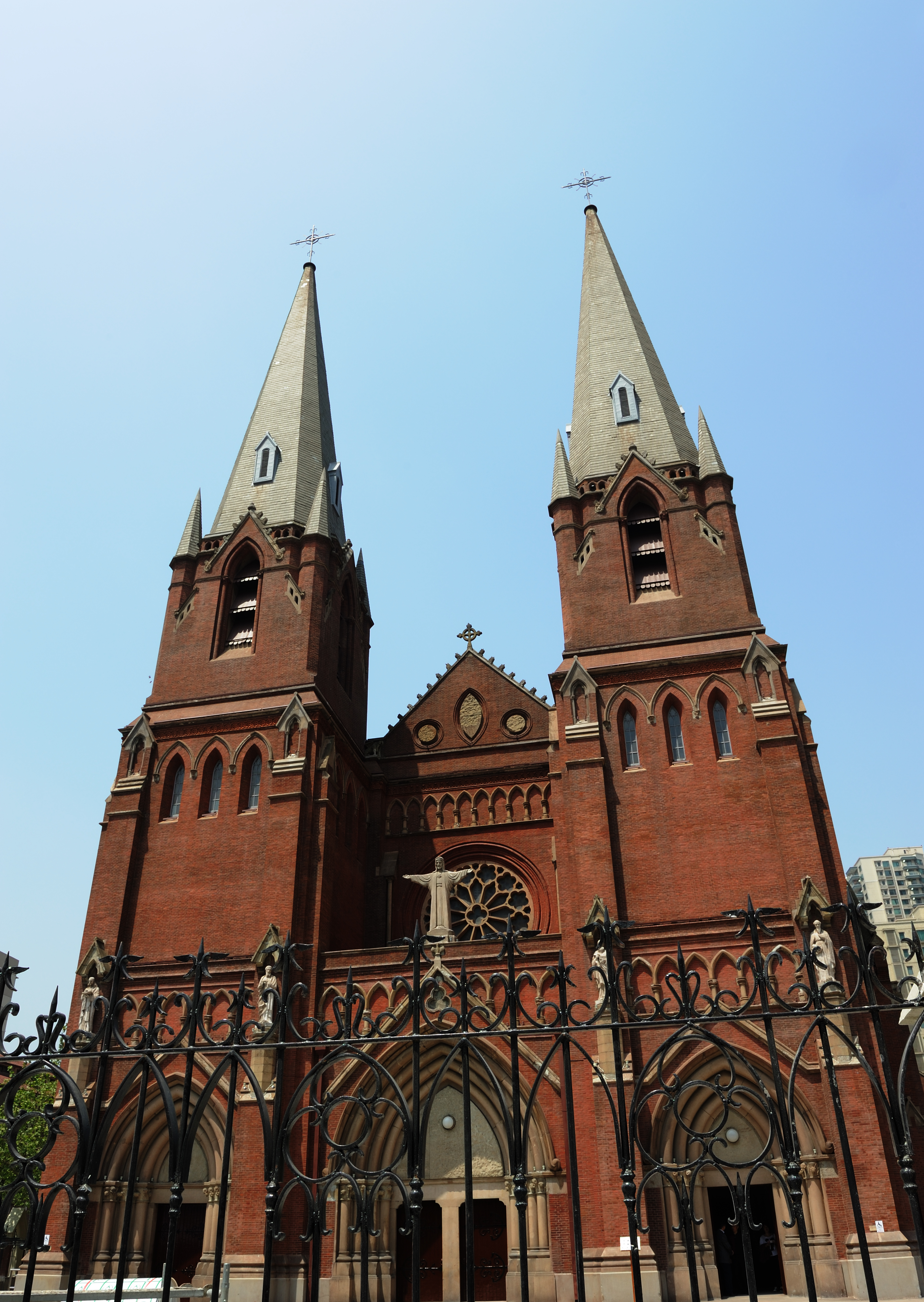
Xujiahui-katedralen i Shanghai.

Joseph Xing Wenzhi, född den 17 april 1963 nära Zhoucun i Shandong i Folkrepubliken Kina, var fram till 2011 katolsk hjälpbiskop i stiftet Shanghai.
Han började sina studier vid prästseminariet på Sheshan 1983, och har också teologiska studier från New York (2003–2004) och kortare perioder i Hongkong (1994) och Filippinerna (1995) bakom sig.
Han började som präst för stiftet Shanghai 1996, med tillåtelse från sin biskop, Joseph Ma Xuesheng, i Zhoucun. 1997 blev han kyrkoherde i Songjiang, ledare av dekanatet Songjiang och vicekanslist för stiftet. Han blev generalvikarie och rektor för prästseminariet 1998, och ledare för kommissionen för kyrkliga angelägenheter. Hans period som rektor tog slut 2003.
Han blev vigd till hjälpbiskop för Shanghai den 28 juni 2005, och det var meningen att han så småningom skulle träda in som stiftsbiskop. I Shanghai är det två biskopar som av olika grupper katoliker anses som den rättmätige; den underjordiska kyrkans Joseph Fan Zhongliang och den officiella kyrkans Aloysius Jin Luxian, som när Xing blev vigd till hjälpbiskop båda var mycket gamla. Xing förväntades efterträda biskop Fan, men i slutet av 2011 försvann Xing (kom inte till gudstjänster).